# Encephalartos bubalinus
Encephalartos bubalinus — вид голонасінних рослин класу саговникоподібні (Cycadopsida).
Етимологія: лат. bubalinus — «буро-жовтий», від темно-жовто-коричневої повсті на катафілах і основах листових фрагментів.

## Опис
Рослини деревовиді; стовбур 2 м заввишки, 45 см діаметром. Листки завдовжки 60–160 см, світло або яскраво-зелені, напівглянсові; хребет зелений, прямий, жорсткий; черешок прямий, з 1–6 колючками. Листові фрагменти ланцетні; середні — 10–20 см завдовжки, 10–20 мм завширшки. Пилкові шишки довжиною 1–3, яйцеподібні, зелені, 11–22 см, 5–6 см діаметром. Насіннєві шишки 1–3, яйцеподібні, зелені, завдовжки 25–30 см, 15–18 см діаметром. Насіння довгасте, завдовжки 35–40 мм, шириною 20–25 мм, саркотеста жовта.

## Поширення, екологія
Цей вид зустрічається в північній Танзанії в провінції Аруша. Записаний з 1300 до 2150 м над рівнем моря. Популяції ростуть у відкритих чагарниках на кварцитових хребтах або гірських лісах з кількома рідкісними деревами.

## Загрози та охорона
Насіння цього виду їдять під час голоду. 